# 권계홍
권계홍(1974년 ~ )은 KBS 드라마본부의 프로듀서이다. 정세진 아나운서와 같은 입사 동기이기도 하다.

## 경력
- KBS 드라마본부 PD
- KBS 드라마운영팀 CP
- KBS 드라마본부 총괄팀장
- KBS 콘텐츠전략본부 드라마센터 CP

## 작품 활동
| 제작년도 | 방송 | 제목                                  | 역할          | 비고 |
| -------- | ---- | ------------------------------------- | ------------- | ---- |
| 1998     | KBS2 | 짝사랑                                | 조연출        |      |
| 2000     | KBS2 | KBS 일요베스트 - 그가 간이역에 내렸다 | 조연출        |      |
| 2000     | KBS2 | 학교 3                                | 조연출        |      |
| 2007     | KBS2 | 못된 사랑                             | 연출          |      |
| 2008     | KBS2 | 돌아온 뚝배기                         | 프로듀서      |      |
| 2009     | KBS2 | 그저 바라보다가                       | 연출          |      |
| 2011     | KBS2 | 강력반                                | 연출          |      |
| 2013     | KBS2 | 미래의 선택                           | 연출          |      |
| 2015     | KBS2 | 별이 되어 빛나리                      | 연출          |      |
| 2018     | KBS1 | 내일도 맑음                           | 책임 프로듀서 |      |
| 2019     | KBS2 | 단, 하나의 사랑                       | 프로듀서      |      |
| 2022     | KBS2 | 징크스의 연인                         | 책임 프로듀서 |      |
| 2022     | KBS2 | 커튼콜                                | 책임 프로듀서 |      |
| 2023     | KBS2 | 비밀의 여자                           | 편성 기획     |      |
| 2023     | KBS2 | 순정복서                              | 편성 기획     |      |